# Tisíciletá růže

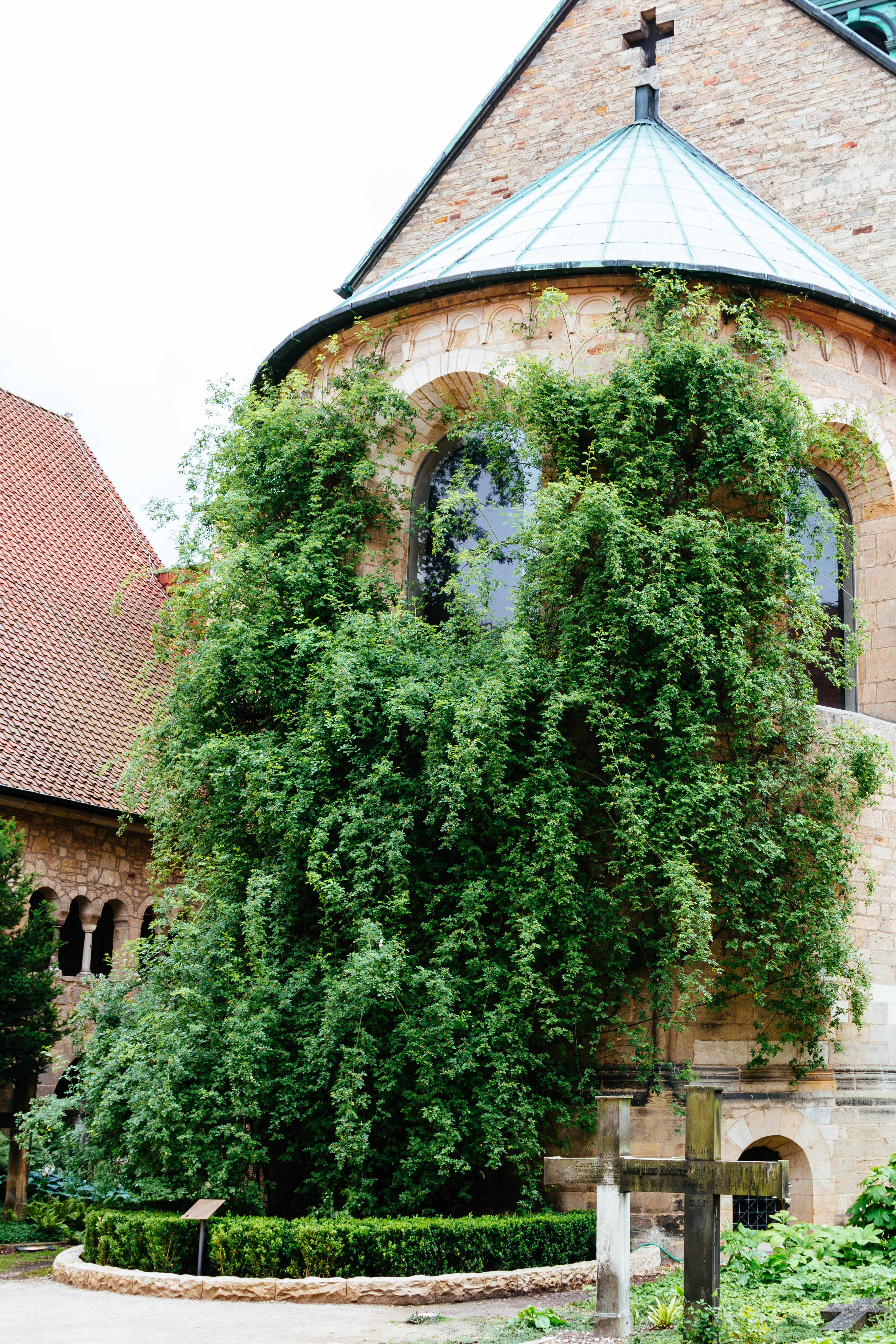
Růže pnoucí se po apsidě hildesheimského dómu

Tisíciletá růže (německy Tausendjähriger Rosenstock), také známá jako růže z Hildesheimu, je významný exemplář růže šípkové (Rosa canina), který se pne po východní apsidě katedrály Nanebevzetí Panny Marie v německém Hildesheimu. Je považována za nejstarší žijící růži na světě.
Keř dosahuje výšky asi 10 metrů a ověřené historické prameny dokládají jeho věk přibližně na 700 let. Podle legendy však jeho stáří sahá až k založení diecéze Hildesheim králem Ludvíkem Zbožným kolem roku 815; budovy opatství měly být postaveny na pahorku kolem místa, kde rostla tato růže, na základě božího zázraku, který se králi udál na lovu.
Katedrála byla zničena spojeneckými bombardéry v roce 1945 během druhé světové války a keř byl zasypán troskami. Díky tomu byl uchráněn od plamenů a přežil, po pár týdnech dokonce vyrazil několik výhonů z trosek a znovu rozkvetl mezi ruinami. Podle legendy Hildesheim bude prosperovat, dokud tento růžový keř rozkvétá.
Růže se objevuje v několika literárních dílech. Katedrála a přilehlý kostel sv. Michala jsou od roku 1985 na seznamu světového dědictví UNESCO.

## Galerie

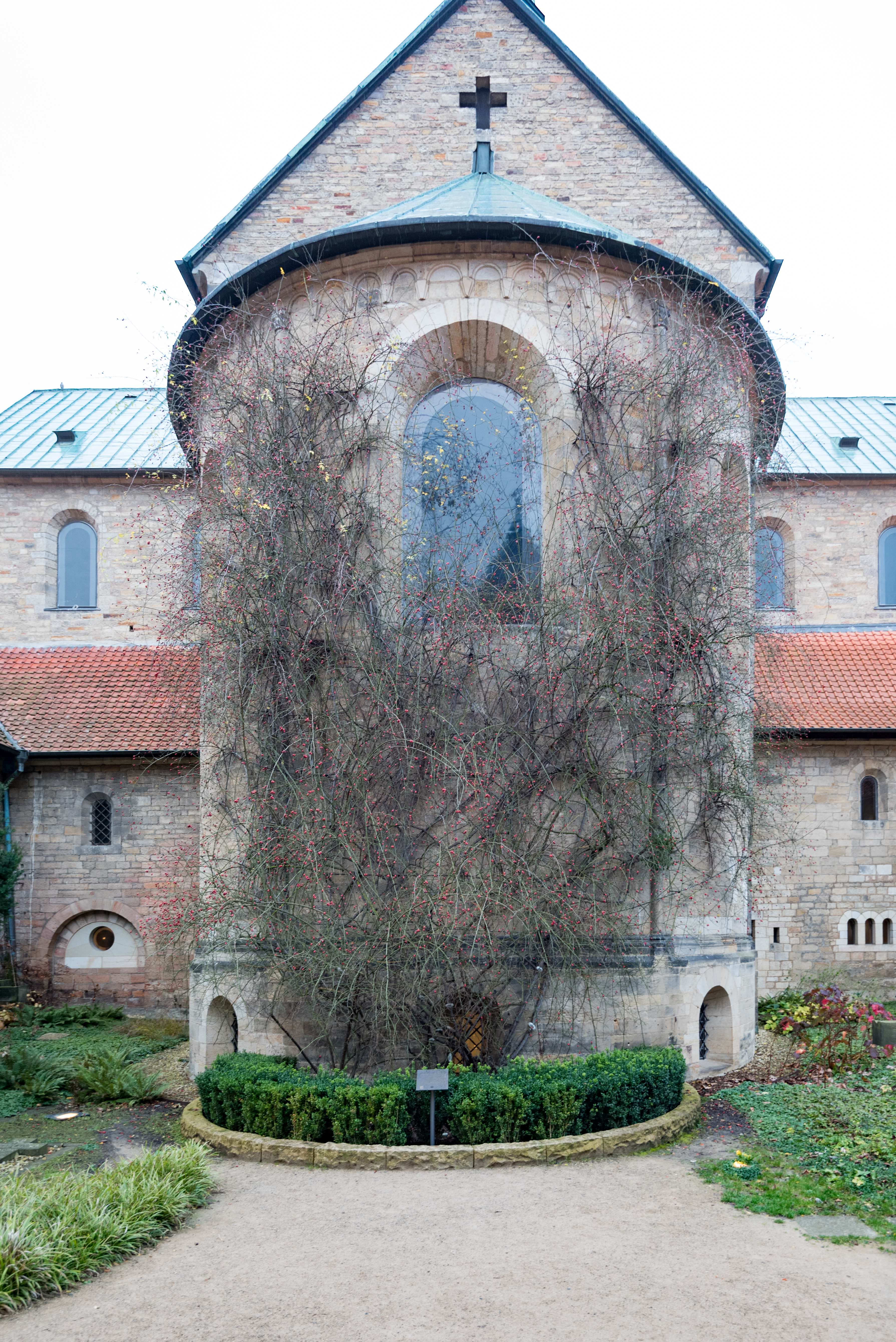
V bezlistém stavu
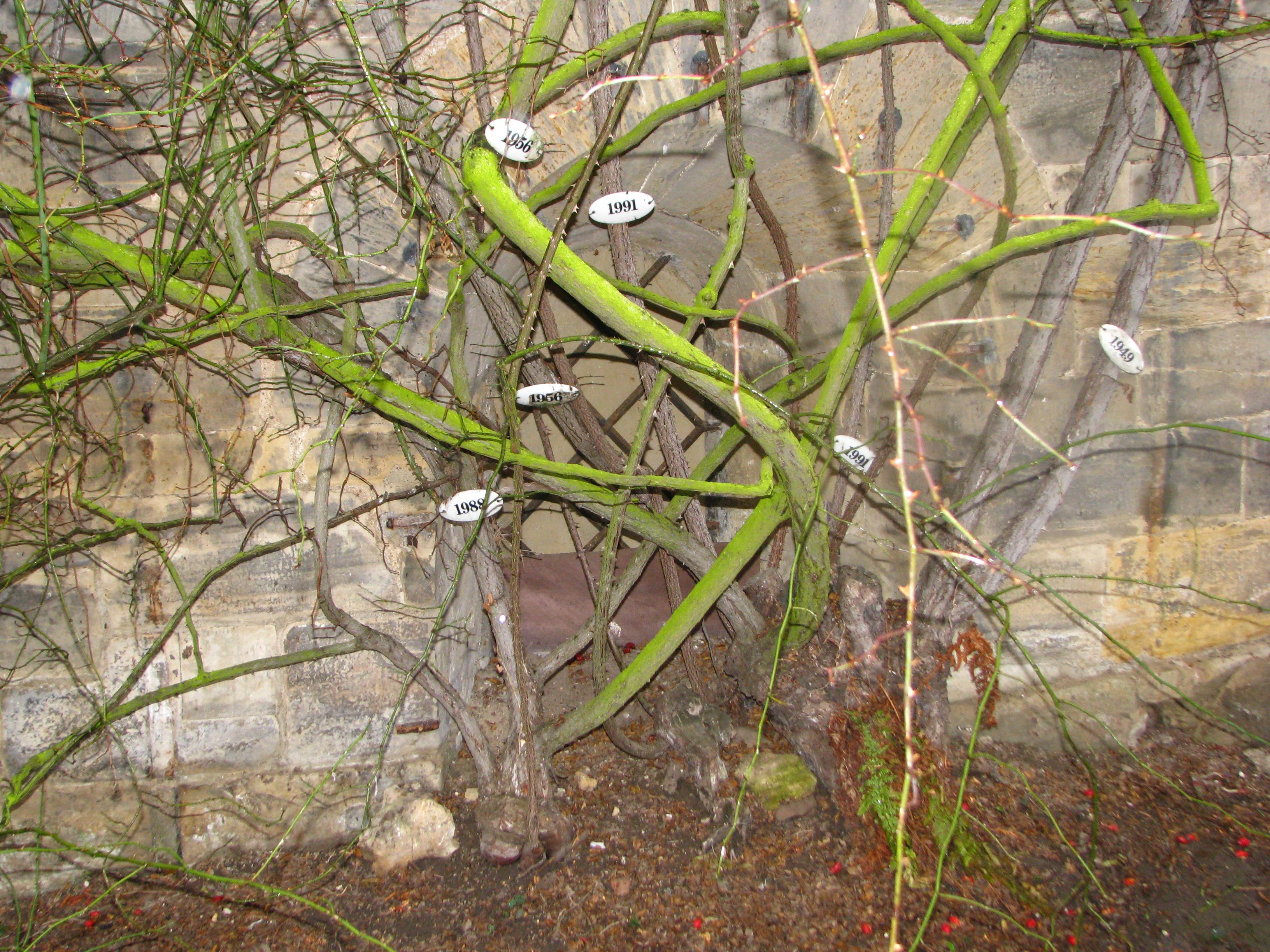
Výhony označené letopočty
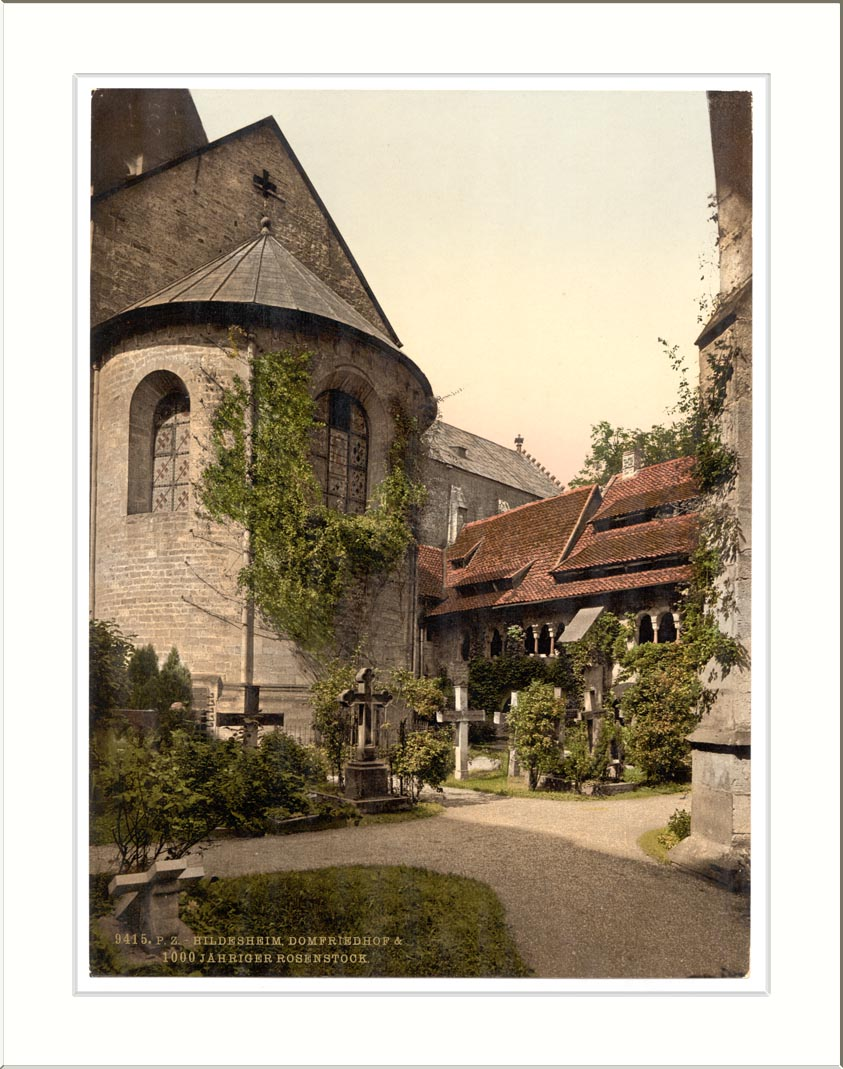
Stará pohlednice s růží, pravděpodobně kolem roku 1905
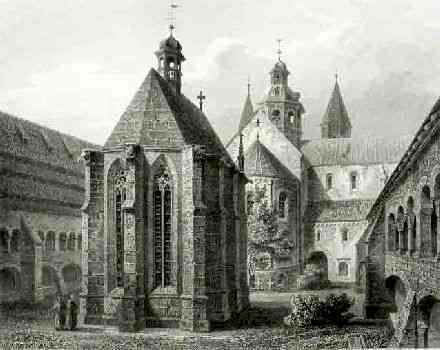
Klášter s kaplí sv. Anny a růží v pozadí, cca 1845
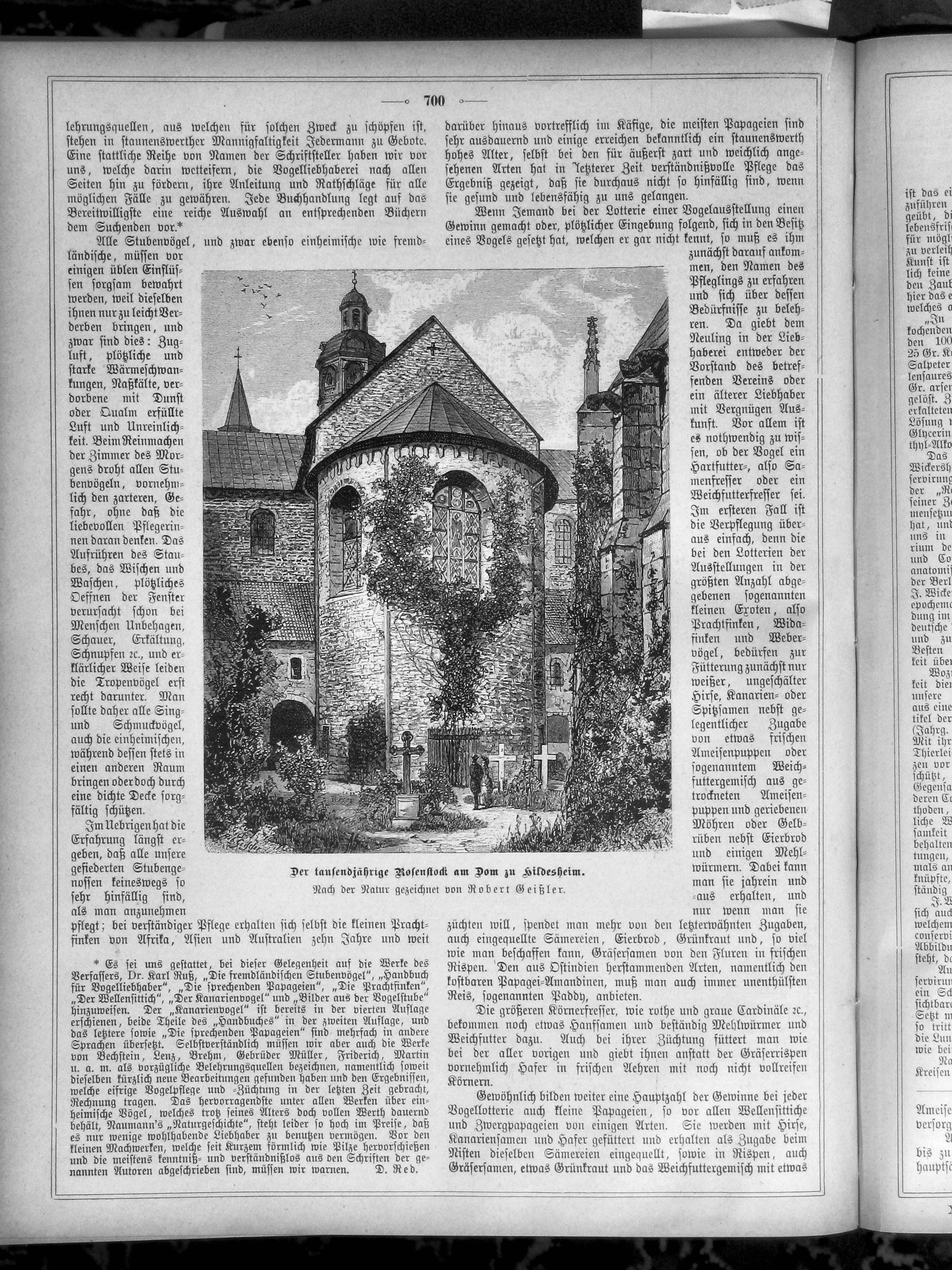
Ilustrace růže v německém časopise Die Gartenlaube (The Garden Arbor), 1883, s. 700